# Милосав Буца Мирковић
Милосав Буца Мирковић (Александровац, 2. септембар 1932 – Београд, 22. септембар 2013) био је српски и југословенски есејиста, књижевни и позоришни критичар, песник, антологичар и прозаист.

## Биографија
Родио се у Александровцу жупском од оца лекара Милана Мирковића и мајке Наде, рођене Петровић, домаћице. У родном месту је завршио основно образовање, гимназију матурирао у Пожаревцу 1951. и апсолвирао југословенску књижевност на Филозофском факултету у Београду 1956, када почиње да се бави књижевном и позоришном критиком. Објављује од 1951. године. Био је новинар и уредник у листовима „Младост“ и „Београдска недеља“ (1958 – 1964) и у листу „Политика Експрес“ (1964 – 1974), а затим управник Југословенског драмског позоришта (1974 – 1978) и уредник у Издавачком предузећу Просвета и у НИН-у (1978 – 1993). Био је дуго времена стални театарски критичар „Политике експрес“ и дугогодишњи уредник књижевног часописа „Дело“ у коме је објављивао и своје критике, есеје и памфлете. Једно време био је стални књижевни критичар „Илустроване Политике“. Објавио је низ књижевно-критичких књига, позоришних студија и збирки песама. Последњих деценија живота највише се предао театру, остављајући значајне прилоге о представама, глумцима и другим творцима драмске игре на даскама које живот значе.
У Александровцу се почев од 2014. године одржава позоришни фестивал „Буцини дани”.

## Награде
- Награда „Милан Богдановић”, за критички текст о књизи Плави зец Милана Пражића, 1972.
- Статуета Јоаким Вујић, 1996.
- Награда „Златни прстен Багдале”, 1988.
- Награда Удружења књижевника Србије за "Животно дело" (За целокупно књижевно дело), 2004.[1]
- Награда „Златни ћуран”, 2006.
- Вукова награда, 2009.

## Дела

### Књиге критика и есеја
- О естетици, о етици, о тици, 1963,
- Слап на Дрини, есеји о Иви Андрићу, 1973,
- Сви моји песници, Нолит, 1973,
- Велики друг – оглед о Растку Петровићу, 1974,
- Матић и машта, 1981,
- Наш роман, 1984,
- Есеји од немира, 1985,
- Песници моји вршњаци, 1990,

### Књиге о позоришту и глумцима
- Нушић наш насушни – Нушићеви глумци и глумице, 1994,
- Миливоје Живановић горотас српске глуме, 1997,
- Зоран Радмиловић и краљ и клаун, 2000,
- Мија Алексић виловњак са источних страна, 2001,
- Љуба Тадић: по Србији Сократ, 2004,
- Хајдемо у позориште, 2009,

### Збирке песама
- Слап на Дрини, 1985,
- Жупска села, 1975,
- Будући јелен, 1980,
- Моја Жупа, моја океанија, 1985,
- Певање и сневање, 1986,
- Светковине, 1987,
- Уснио сам светлост, 1989,
- Праочевина, 1991,
- Жупска океанија, 1993,
- Баладе са Зејтинлика, поетска драма, 1993,
- Идући Жупом и Раином, 1998,
- Жупска деца велика господа, 1999,
- Док птица спава, 2000,
- Трава од разгона, 2004,
- Браћа и сестре, манастири по Србији, 2004,
- Тишина дивљих јата: жупске вињете, 2005,
- Жене зборе а људи говоре, 2007,
- Лов, песме, приче и слике, 2009,
- Очима мојим градови, 2010,

### Проза
- Жупске новеле, 1994,

### Антологије
- Београдски песнички круг, 1978,
- Песнички звездограм Николе Тесле, 2006,